# Collegio elettorale di Verona Ovest
Il collegio di Verona Ovest fu un collegio elettorale uninominale della Repubblica Italiana per l'elezione della Camera dei deputati. Apparteneva alla circoscrizione Veneto 1 e fu utilizzato per eleggere un deputato nella XII, XIII e XIV legislatura.
Venne istituito nel 1993 con la cosiddetta Legge Mattarella (Legge n. 277, Nuove norme per l'elezione della Camera dei deputati), attuata in seguito al referendum abrogativo del 1993. La legge istituì per la Camera dei deputati e per il Senato della Repubblica un sistema di elezione misto, in parte maggioritario e in parte proporzionale. Il 75% dei parlamentari dell'assemblea veniva eletto in collegi uninominali tramite sistema maggioritario a turno unico; il restante 25% alla Camera veniva eletto tramite sistema proporzionale con liste bloccate.
Il collegio venne abolito insieme a tutti gli altri che costituivano la Camera con la promulgazione della legge elettorale successiva, la cosiddetta Legge Calderoli. Questa prevedeva un sistema proporzionale con premio di maggioranza, che alla Camera veniva attribuito a livello nazionale.

## Territorio
Il collegio di Verona Ovest era uno dei 37 collegi uninominali in cui era suddiviso il Veneto e, come previsto dal D.Lgs. del 20 dicembre 1993 n. 536, comprendeva parte del comune di Verona.

## Eletti
| Elezione | Elezione                | Deputato                  | Partito                  |
| -------- | ----------------------- | ------------------------- | ------------------------ |
|          | 1994                    | Alfredo Meocci            | Polo delle Libertà (CCD) |
|          | 1996                    | Pieralfonso Fratta Pasini | Polo per le Libertà (FI) |
| 2001     | Casa delle Libertà (FI) | Pieralfonso Fratta Pasini |                          |

## Dati elettorali

### XII legislatura

#### Risultati proporzionale
| Coalizioni        | Coalizioni                          | Liste                               | Liste                               | Voti   | %     |
| ----------------- | ----------------------------------- | ----------------------------------- | ----------------------------------- | ------ | ----- |
|                   | Polo delle Libertà                  |                                     | Forza Italia                        | 22.375 | 23,50 |
|                   | Polo delle Libertà                  | Lega Nord                           | 17.559                              | 18,44  |       |
| Totale coalizione | Totale coalizione                   | 39.934                              | 41,94                               |        |       |
|                   | Progressisti                        |                                     | Partito Democratico della Sinistra  | 10.554 | 11,08 |
|                   | Progressisti                        | Rifondazione Comunista              | 4.187                               | 4,40   |       |
|                   | Progressisti                        | Federazione dei Verdi               | 3.941                               | 4,14   |       |
|                   | Progressisti                        | Alleanza Democratica                | 1.675                               | 1,76   |       |
|                   | Progressisti                        | Partito Socialista Italiano         | 1.336                               | 1,40   |       |
| Totale coalizione | Totale coalizione                   | 21.693                              | 22,78                               |        |       |
|                   | Patto per l'Italia                  |                                     | Partito Popolare Italiano           | 10.164 | 10,67 |
|                   | Patto per l'Italia                  | Patto Segni                         | 7.660                               | 8,04   |       |
| Totale coalizione | Totale coalizione                   | 17.824                              | 18,71                               |        |       |
|                   | Alleanza Nazionale                  | Alleanza Nazionale                  | Alleanza Nazionale                  | 11.353 | 11,92 |
|                   | Lega Autonomia Veneta               | Lega Autonomia Veneta               | Lega Autonomia Veneta               | 2.655  | 2,79  |
|                   | Iniziativa dei Popolari Democratici | Iniziativa dei Popolari Democratici | Iniziativa dei Popolari Democratici | 1.104  | 1,16  |
|                   | Partito della Legge Naturale        | Partito della Legge Naturale        | Partito della Legge Naturale        | 656    | 0,69  |
| Totale            | Totale                              | Totale                              | Totale                              | 95.219 |       |

#### Risultati uninominale
|                               | Alfredo Meocci ✔️ Eletto | Polo delle Libertà (FI - LN - CCD - UDC) | 41 625 | 44,12 |  |  |  |  |  |
|                               | Paolo Bertezzolo         | Progressisti                             | 22 472 | 23,82 |  |  |  |  |  |
|                               | Carlo Pelanda            | Patto per l'Italia                       | 14 306 | 15,16 |  |  |  |  |  |
|                               | Dino Tuchtan             | Alleanza Nazionale                       | 10 307 | 10,92 |  |  |  |  |  |
|                               | Fernando Bonvicini       | Lega Autonomia Veneta                    | 4 360  | 4,62  |  |  |  |  |  |
|                               | Dosolina Fagnani         | Partito della Legge Naturale             | 1 279  | 1,36  |  |  |  |  |  |
| Totale                        | Totale                   | Totale                                   | 94 349 | 100   |  |  |  |  |  |
|                               |                          |                                          |        |       |  |  |  |  |  |
| Fonte: Ministero dell'interno |                          |                                          |        |       |  |  |  |  |  |

### XIII legislatura

#### Risultati proporzionale
| Coalizioni        | Coalizioni                         | Liste                                     | Liste                              | Voti   | %     |
| ----------------- | ---------------------------------- | ----------------------------------------- | ---------------------------------- | ------ | ----- |
|                   | Polo per le Libertà                |                                           | Forza Italia                       | 16.229 | 17,71 |
|                   | Polo per le Libertà                | Alleanza Nazionale                        | 14.969                             | 16,34  |       |
|                   | Polo per le Libertà                | CCD-CDU                                   | 3.884                              | 4,24   |       |
| Totale coalizione | Totale coalizione                  | 35.082                                    | 38,29                              |        |       |
|                   | L'Ulivo                            |                                           | Partito Democratico della Sinistra | 10.781 | 11,77 |
|                   | L'Ulivo                            | Popolari per Prodi (PPI-SVP-PRI-UD-Prodi) | 7.907                              | 8,63   |       |
|                   | L'Ulivo                            | Rinnovamento Italiano                     | 4.320                              | 4,72   |       |
|                   | L'Ulivo                            | Federazione dei Verdi                     | 2.766                              | 3,02   |       |
| Totale coalizione | Totale coalizione                  | 25.774                                    | 28,14                              |        |       |
|                   | Lega Nord                          | Lega Nord                                 | Lega Nord                          | 19.762 | 21,57 |
|                   | Progressisti                       |                                           | Rifondazione Comunista             | 5.312  | 5,80  |
|                   | Unione Nord Est                    | Unione Nord Est                           | Unione Nord Est                    | 2.324  | 2,54  |
|                   | Lista Pannella - Sgarbi            | Lista Pannella - Sgarbi                   | Lista Pannella - Sgarbi            | 1.957  | 2,14  |
|                   | Movimento Sociale Fiamma Tricolore | Movimento Sociale Fiamma Tricolore        | Movimento Sociale Fiamma Tricolore | 803    | 0,88  |
|                   | Mani Pulite                        | Mani Pulite                               | Mani Pulite                        | 608    | 0,66  |
| Totale            | Totale                             | Totale                                    | Totale                             | 91.622 |       |

#### Risultati uninominale
|                               | Pieralfonso Fratta Pasini ✔️ Eletto | Polo per le Libertà             | 32 935 | 36,22 |  |  |  |  |  |
|                               | Ivan Novelli                        | L'Ulivo - Lega Autonomia Veneta | 30 577 | 33,63 |  |  |  |  |  |
|                               | Enzo Flego                          | Lega Nord                       | 21 884 | 24,07 |  |  |  |  |  |
|                               | Alberto Lomastro                    | Fiamma Tricolore                | 2 285  | 2,51  |  |  |  |  |  |
|                               | Umberto Sottana                     | Unione Nord Est                 | 1 695  | 1,86  |  |  |  |  |  |
|                               | Nicola Baldo                        | Mani Pulite                     | 1 555  | 1,71  |  |  |  |  |  |
| Totale                        | Totale                              | Totale                          | 90 931 | 100   |  |  |  |  |  |
|                               |                                     |                                 |        |       |  |  |  |  |  |
| Fonte: Ministero dell'interno |                                     |                                 |        |       |  |  |  |  |  |

### XIV legislatura

#### Risultati proporzionale
| Coalizioni        | Coalizioni              | Liste                   | Liste                                 | Voti   | %     |
| ----------------- | ----------------------- | ----------------------- | ------------------------------------- | ------ | ----- |
|                   | Casa delle Libertà      |                         | Forza Italia                          | 27.442 | 31,23 |
|                   | Casa delle Libertà      | Alleanza Nazionale      | 9.753                                 | 11,10  |       |
|                   | Casa delle Libertà      | Lega Nord               | 7.327                                 | 8,34   |       |
|                   | Casa delle Libertà      | CCD-CDU                 | 2.610                                 | 2,97   |       |
|                   | Casa delle Libertà      | Nuovo PSI               | 891                                   | 1,01   |       |
| Totale coalizione | Totale coalizione       | 35.377                  | 48,70                                 |        |       |
|                   | L'Ulivo                 |                         | La Margherita (Dem - PPI - RI- UDEUR) | 11.840 | 13,47 |
|                   | L'Ulivo                 | Democratici di Sinistra | 9.792                                 | 11,14  |       |
|                   | L'Ulivo                 | Il Girasole (FdV - SDI) | 2.387                                 | 2,72   |       |
|                   | L'Ulivo                 | Comunisti Italiani      | 862                                   | 0,91   |       |
| Totale coalizione | Totale coalizione       | 20.539                  | 28,27                                 |        |       |
|                   | Lista Di Pietro         | Lista Di Pietro         | Lista Di Pietro                       | 4.254  | 4,84  |
|                   | Rifondazione Comunista  | Rifondazione Comunista  | Rifondazione Comunista                | 3.746  | 4,26  |
|                   | Lista Pannella - Bonino | Lista Pannella - Bonino | Lista Pannella - Bonino               | 2.585  | 2,94  |
|                   | Liga Fronte Veneto      | Liga Fronte Veneto      | Liga Fronte Veneto                    | 1.653  | 1,88  |
|                   | Democrazia Europea      | Democrazia Europea      | Democrazia Europea                    | 1.618  | 1,84  |
|                   | Forza Nuova             | Forza Nuova             | Forza Nuova                           | 1.057  | 1,20  |
|                   | Abolizione scorporo     | Abolizione scorporo     | Abolizione scorporo                   | 66     | 0,08  |
| Totale            | Totale                  | Totale                  | Totale                                | 87.883 |       |

#### Risultati uninominale
|                               | Pieralfonso Fratta Pasini ✔️ Eletto | Casa delle Libertà | 42 445 | 48,38 |  |  |  |  |  |
|                               | Luciano Guerrini                    | L'Ulivo            | 32 278 | 36,79 |  |  |  |  |  |
|                               | Marcello Pigozzi                    | Liga Fronte Veneto | 4 746  | 5,41  |  |  |  |  |  |
|                               | Franco Ottaviani                    | Lista Di Pietro    | 4 075  | 4,65  |  |  |  |  |  |
|                               | Cristiano Aldrovandi                | Democrazia Europea | 2 432  | 2,77  |  |  |  |  |  |
|                               | Alberto Lomastro                    | Forza Nuova        | 1 749  | 1,99  |  |  |  |  |  |
| Totale                        | Totale                              | Totale             | 87 725 | 100   |  |  |  |  |  |
|                               |                                     |                    |        |       |  |  |  |  |  |
| Fonte: Ministero dell'interno |                                     |                    |        |       |  |  |  |  |  |